# Manuel Otto
Manuel Otto (* 1996) ist ein deutscher Computerspielentwickler. Er entwickelte das Flash-Spiel Stick Run, das 2010 auf Facebook veröffentlicht wurde.

## Karriere
Im Jahr 2010 veröffentlichte der damals 14-jährige Gymnasiast den Endless Runner Stick Run nach viermonatiger Entwicklungszeit auf dem sozialen Netzwerk Facebook. Schon nach kurzer Zeit erreichte dieses Spiel eine hohe monatliche Spielerzahl. Er gründete zusammen mit seinem Vater eine Firma und hat Name und Logo des Spiels schützen lassen. In Zusammenarbeit mit einem russischen Publisher wurde Stick Run für iOS und Android portiert.